# Tristano Manacorda
Tristano Manacorda (Firenze, 24 ottobre 1920 – Pisa, 20 maggio 2008) è stato un fisico italiano.

## Biografia
Figlio del letterato Guido Manacorda
, noto per la traduzione italiana del Faust di Goethe e dei libretti di Richard Wagner, si interessò alla matematica e soprattutto alla fisica matematica. Si laureò con lode in fisica teorica presso l'Università di Firenze nel 1943 all'età di 23 anni, e vi rimase a lavorare come assistente di meccanica razionale e analisi matematica fino al 1948. In quell'anno venne chiamato presso l'Istituto Nazionale di Alta Matematica di Roma, dove assunse il ruolo di assistente di meccanica razionale presso la Sapienza; nel 1956 vinse il concorso di professore ordinario di meccanica razionale presso l'Università di Parma.
Dal 1960 fu professore ordinario di meccanica razionale presso la facoltà di ingegneria dell'Università di Pisa, dove fondò l'Istituto di Matematica Applicata. Fu in seguito insignito dell'Ordine del Cherubino dell'università di Pisa, ed entrò a far parte dell'Accademia nazionale dei Lincei.
Fu uno dei fondatori della moderna meccanica delle grandi deformazioni nei corpi continui. Questa teoria, che pur aveva in Italia una lunga tradizione, era da molti giudicata troppo astratta per essere utile; viceversa, quando, dopo il 1950, si diffusero materiali molto deformabili, come le gomme, i polimeri, le membrane sottili, essa si rivelò lo strumento essenziale per poterne prevedere il comportamento. Per questo motivo i lavori di Manacorda ebbero una grande diffusione.

## Opere
Pubblicò vari testi, tra cui Lezioni di Meccanica Razionale e Termomeccanica dei continui.